# Orthogonia canimacula
Orthogonia canimacula là một loài bướm đêm trong họ Noctuidae.